# جمال برانش (لاعب كرة قدم أمريكية)
جمال برانش (بالإنجليزية: Jamaal Branch)‏ هو لاعب كرة قدم أمريكية أمريكي، ولد في 30 يناير 1981 في هارتفورد في الولايات المتحدة.

## وصلات خارجية
- جمال برانش على موقع مرجع كرة القدم المحترفة.كوم (الإنجليزية)